# Polni graf
Pólni gráf (redko tudi popólni gráf ali komplétni gráf) je v teoriji grafov graf, v katerem vsaka povezava povezuje par njegovih točk, oziroma kjer so vse točke povezane vsaka z vsako. Polni graf na n točkah se označuje s {\displaystyle K_{n}}. Število povezav je kot posledica leme o rokovanju enako trikotniškim številom (OEIS A000217):
{\displaystyle {n \choose 2}={\frac {n(n-1)}{2}}\!\,.}
Polni graf je regularen stopnje n-1. Vsi polni grafi so maksimalno povezani, saj je točkovni prerez grafa, s katerim grafi postanejo nepovezani, kar celotna množica njegovih točk. 
Polni graf z n točkami predstavlja robove {\displaystyle (n-1)\!\,}-simpleksa. Geometrijsko je K3 soroden trikotniku, K4 tetraedru, K5 5-celici (pentahoronu) ipd.
Ravninski graf ne more vsebovati subdivizije {\displaystyle K_{5}} (ali polnega dvodelnega grafa {\displaystyle K_{3,3}}) kot podgrafa (izrek Kuratowskega). K4 je torej največji polni graf, ki je še ravninski.
Polne grafe se običajno riše v obliki pravilnega mnogokotnika, razen grafa K4. Polni grafi na n točkah pri n med 1 in 12 so prikazani spodaj s številom povezav:
- K1 (prazni graf N1): 0
- K2: 1
- K3: 3
- K4: 6
- K5: 10
- K6: 15
- K7: 21
- K8: 28
- K9: 36
- K10: 45
- K11: 55
- K12: 66
- K13: 78
- K14: 91
- K15: 105
- K16: 120
- K17: 136
- K18: 153
- K19: 171
- K20: 190
- K21: 210
- K22: 231
- K23: 253
- K24: 276
- K25: 300